# Зеркальная вселенная
Зеркальная вселенная (англ. Mirror Universe) — вымышленная параллельная реальность, которая появляется в некоторых эпизодов сериалов «Звёздного пути». Эта вселенная была названа в честь серии Оригинального сериала «Зеркало, зеркало».

## Обзор
Персонажи Зеркальной вселенной, в общем, являются теми же, что и их аналоги в основной вселенной «Звёздного пути», но они более агрессивны, недоверчивы и авантюристичны. В то время как вселенная «Звёздного пути» обычно описывает оптимистичное будущее, где высоко ценятся мир и понимание, серии, происходящие в Зеркальной вселенной показывают её полную противоположность с непрекращающимися войнами, где доброта и снисхождение считаются признаками слабости. Военная униформа зачастую имеет соблазняющий характер, особенно женская.
Хотя большая часть этой вселенной является более тёмной и жестокой, чем нормальная вселенная «Звёздного пути», некоторые зеркальные персонажи оказываются более дружелюбными и мирными, чем их «нормальные» двойники. Например, зеркальный Кварк рискует жизнью, пытаясь помочь рабам-невольникам бежать на свободу. Также, несмотря на то, что «нормальный» Брант эгоистичен и властолюбив, его зеркальный двойник — мягкий и дружественный ференги.
Как указано в серии «Параллели», в мире «Звёздного пути» существует бесконечное количество параллельных вселенных. Но Зеркальная вселенная, по-видимому, особая, так как она каким-то образом частично связана с «нормальной» вселенной «Звёздного Пути», что объясняет простоту, с которой различные персонажи путешествуют между ними. Также многие персонажи сериалов имеют двойников в Зеркальной вселенной, несмотря на ничтожные шансы этого из-за различных историй этих двух вселенных. Также, в серии «Параллели» Зеркальная вселенная показана не была. Зеркальная вселенная была показана в одной серии «Оригинального сериала», в пяти сериях «Глубокого космоса 9» и в двух сериях «Энтерпрайза», а также в нескольких романах, играх и фанатских фильмах и сериалах по мотивам основных сериалов «Звёздного Пути» (в игре «Star Trek: Shattered Universe», например, всё происходит исключительно в Зеркальной вселенной).
Не каждый «нормальный» персонаж имеет зеркального двойника: так как зеркальные версии Бенджамина и Дженнифер Сиско разошлись прежде чем зачать ребёнка, то в Зеркальной вселенной нет двойника Джейка Сиско. Кроме того, так как симбионт Дакс в зеркальной вселенной никогда не был соединён с Эзри Тиган, в этой вселенной не существует точной копии Эзри Дакс (Эзри Тиган существует, но как отдельная личность). Некоторые зеркальные двойники основных персонажей также погибли во время сериалов, тогда как их «нормальные» версии остались в живых.
Следует упомянуть, что персонажи из этих вселенных никогда не называют своих двойников «зеркальными», а лишь «параллельными» или «альтернативными».

## Хронология

### «Энтерпрайз»
Серия из двух частей под названием «В зеркале тёмном» представляет ранние события в Зеркальной вселенной.
5 апреля 2063 года Зефрам Кокрейн совершил первый в истории человечества варп-полёт, привлекая внимание пролетающего корабля вулканцев, что и случилось так же, как и в «нормальной» вселенной в фильме «Звёздный путь: Первый контакт». Но когда вулканцы совершили мирную посадку и представились, «зеркальный» Кокрейн потянулся за спрятанным дробовиком и убил капитана корабля а затем повёл жителей городка на абордаж корабля пришельцев. Хотя точное предназначение корабля в Зеркальной вселенной установлено не было, официально была принята версия о том, что вулканцы готовили вторжение на Землю и люди нанесли упреждающий удар. (Версия спорная, так как по всем признакам «зеркальные» Вулканцы не отличались от «нормальных».)
Специальная заставка Архивная копия от 24 апреля 2017 на Wayback Machine этой серии суммирует и кратко излагает историю человечества как череду войн и межзвёздных завоеваний Земной империи, взамен обычной заставки описывающей историю мирного исследования и освоения космоса. Одна из этих сцен также показывает как солдат в более совершенном скафандре устанавливает флаг Империи на Луне. (Возможно, в этой вселенной программы «Аполлон» не было.)
Триумфальное расширение Империи стало возможным благодаря технологиям, захваченным у Вулканцев и, возможно, у других порабощённых рас. Таким образом, Земной Звёздный флот Зеркальной вселенной является немного более продвинутым чем его «нормальный» аналог. К 2155 году, Земная империя уже поработила вулканцев, андорианцев, орионцев и телларитов, а также успешно противостояла клингонам и зинди. Но экипаж зеркального «Энтерпрайза», также известного как «ISS Энтерпрайз», гораздо более расово разнообразен чем его «нормальный» двойник, так как среди членов экипажа можно заметить вулканцев, телларитов. Зеркальная версия Т'пол, например, является доверенным и влиятельным лицом как и в «нормальной» вселенной, денобуланец Флокс является судовым врачом, хоть и немного садистичным. «Зеркальный» Совал служит помощником капитана по науке на борту «ISS Авенджера», на котором также служат андорианцы и орионцы.
В январе 2155 года зеркальный Джонатан Арчер угоняет «USS Дефайант», звездолёт из «нормальной» вселенной времён «Оригинального сериала», пропавший в серии «Толианская сеть», от зеркальных толиан (более агрессивных чем их «нормальные» аналоги), но затем погибает от руки своей любовницы Хоси Сато, которая затем объявляет себя Императрицей Земной империи (успех её авантюры в серии не показан).

### «Дискавери»
В 2250-х империей правит император Филиппа Джорджиу Августа Японская Центавр, обычно путешествуя на своём дворце-звездолёте «Харон». К тому времени империя покорила множество планет, включая Вулкан, Андорию и Кхонош, скорее всего, благодаря изучению более продвинутых технологий «Дефайанта». Однако множество рас всё же объединилось ради противостояния тирании землян под предводительством клингона по кличке «Огненный волк» (он является двойником Вока из «нормальной» вселенной).
После гибели родителей Майкл Бёрнэм её удочерила Филиппа Джорджиу. Когда Майкл повзрослела, император позволила капитану Гэбриэлу Лорке стать её наставником, не подозревая, что Лорка планирует соблазнить Бёрнэм и воспользоваться её помощью, чтобы свергнуть Джорджиу и стать императором самому. Попытка не удалась, и Бёрнэм числится пропавшей без вести (возможно погибла), тогда как Лорка каким-то образом телепортировался в «нормальную» вселенную и занял место своего двойника — капитана звездолёта «Буран».
Когда звездолёт «Дискавери» попал в зеркальную вселенную, у Лорки появился второй шанс захватить власть в Империи. Ему это почти удаётся, но Джорджиу взаимодействует с Бёрнэм из «нормальной» вселенной и убивает предателя. Впоследствии имперский флагман оказывается уничтожен, а император попадает в «нормальную» вселенную, где её вербует Секция 31.

### «Оригинальный сериал»
Существование альтернативных реальностей было впервые установлено в серии «Альтернативный фактор». В этой серии экипаж «Энтерпрайза» встречается с человеком по имени Лазарь, который, по-видимому, испытывает радикальные сдвиги поведения. Через некоторое время экипаж узнаёт, что они на самом деле видели двух людей: одного из альтернативной, антивещественной вселенной, который был спокойным и рациональным, и другого из нашей вселенной который был иррациональным. Оба Лазаря имели корабль, способный перемещать людей в другую вселенную. Альтернативный Лазарь заявил, что существует так называемый коридор между этими двумя вселенными, в котором он и его двойник могут встретиться в безопасности. Если бы они встретились вне коридора, то контакт вещества и антивещества бы привёл к аннигиляции обоих вселенных. Альтернативный Лазарь подстроил все так, чтобы вместе с капитаном Кирком оставить обоих Лазарей в коридоре навечно, уничтожив его корабль. В то же время тот Лазарь подстроил взрыв своего собственного корабля (возможно, не без помощи зеркального Кирка). Таким образом, оба человека остались в коридоре навечно, постоянно борясь друг с другом.
Зеркальная вселенная впервые появилась на экране в серии «Свет мой, зеркальце». В серии раскрылось, что в Зеркальной вселенной аналогом Объединённой Федерации Планет является жестокая Земная империя, которой управляют люди и их союзники-вулканцы. В этой вселенной вместо слова «человек» многие используют слово «землянин» (или «терранин», от лат. Terra — Земля). Зеркальный Кирк был убийцей, получивший командование «Энтерпрайзом», убив своего капитана Кристофера Пайка.
В Земной империи офицеры получают повышения, убив высших по званию, а порядок поддерживается посредством «агонизера», устройства, генерирующего острую боль. В особо серьёзных ситуациях разрешалось использование «будки агонии». Эстетические различия между вселенными включают: униформы зеркального экипажа имеют более показной вид, офицеры также носят церемониальные кинжалы. Зеркальный Сулу является замполитом корабля с уродливым шрамом на лице и повадками гестаповца. Зеркальный Спок имеет козлиную бородку (после этой серии многие комедийные сериалы или шоу использовали идею того что «злые двойники» обязаны иметь козлиную бородку, включая «злого» Эрика Картмана, персонажа мультсериала «Южный парк»). Эмблема Федерации, основана на эмблеме ООН, заменена на герб Империи, состоящий из изображения Земли с мечом позади.
Во время этого контакта капитан Кирк, доктор МакКой, лейтенант Ухура и главный инженер Скотт пытаются заключить дилитиевую сделку с миролюбивыми халканами. Ионная буря создаёт проблемы при телепортации на корабль, и эти четверо членов экипажа попадают на зеркальный «Энтерпрайз», тогда как их зеркальные двойники попадают на «нормальный» «Энтерпрайз».
Кирк пытается спасти зеркальных халканов от истребления — стандартной имперской доктрины при оказании местным населением сопротивления. И, естественно, на него совершают покушение.
Оба Спока узнают об «обмене» офицерами и пытаются вернуть их на их места за определённый срок времени.
Прежде чем покинуть Зеркальную вселенную, Кирк произносит перед Споком страстную речь о том, что, раз Империи (по словам зеркального Спока) суждено умереть через несколько веков, то она нелогична, и сам Спок нелогичен, так как поддерживает Империю. Он просит зеркального Спока начать процесс изменений, на что тот отвечает, что подумает.
Приблизительно через год после первого смещения Кирк по неведению опять оказывается связан с Зеркальной вселенной. В серии «Толианская сеть» «Энтерпрайз» обнаруживает повреждённый звездолёт «Дефайант», который постоянно сдвигается в и из реальности из-за локальной аномалии космоса. Кирк ведёт группу исследователей на борт и обнаруживает, что все члены экипажа мертвы из-за губительного воздействия аномалии на мозг. Когда «Дефайант» опять начинает сдвигаться из реальности, группа телепортируется на борт «Энтерпрайза», но Кирк не успевает и застревает между реальностями. Толиане утверждают что эта территория принадлежит им и пытаются захватить «Энтерпрайз» в свою энергетическую сеть, но «Энтерпрайзу» под командованием Спока удаётся избежать захвата толианами и вызволить Кирка из его состояния.
Но Кирк не знал, что, как показано в серии «В зеркале чёрном», «Дефайант» пропал из-за того, что зеркальные толиане (а не «нормальные» и причем из зеркального прошлого) открыли межпространственную дыру, надеясь выкрасть технологии из других реальностей. По незнанию, их дыра также оказалась и межвременной, связываясь с альтернативной вселенной через 110 лет. Зеркальные толиане послали сигнал бедствия и заманили «Дефайант» в свою ловушку, в конце концов, полностью затягивая его в зеркальную вселенную. Толиане даже не удосужились убрать тела погибших членов экипажа, желая поскорее изучить технологические новинки.

### «Глубокий космос 9»
Серия «Глубокого космоса 9» под названием «Переход» начала побочную сюжетную линию продолжающуюся до конца сериала. В среднем, каждый сезон имел по одной серии о Зеркальной вселенной.
В «Глубоком космосе 9», действие которого происходит через 100 лет после изначального контакта с Зеркальной вселенной, раскрывается, что та вселенная претерпела радикальные изменения. По иронии судьбы, это произошло именно из-за вмешательства «нормального» Кирка. Из-за слов Кирка зеркальный Спок решил изменить Империю. Как он это сделал, неизвестно, но, в конце концов, Спок стал главой Империи и провел множество популярных реформ, закончивших жестокое правление Земной империи, включая крупную программу демилитаризации. К сожалению, эти реформы оказались как нельзя некстати.
Вскоре после установления программы демилитаризации Империя повстречалась с кардассианцами, которые объединились вместе с клингонами под единым знаменем Альянса. Альянсу удалось сделать ослабленную Империю полувассалом, а довольно большую часть Имперских провинций и вовсе аннексировать. Земляне стали париями в Альянсе, и значительная их часть стала расой рабов.
Альянс не имеет технологий невидимости, но как минимум один земной корабль в XXII веке имел подобное устройство (захвачено у сулибан). (Очевидно, Земная Империя в тайне совершенствует технологию невидимости.)
Роль ромуланцев в Зеркальной вселенной неизвестна, но известно, что они существуют. Когда Сиско притворялся зеркальным Сиско, он сказал зеркальной Дженнифер Сиско, что отбывает на встречу с ромуланцами, чтобы попытаться склонить их к совместной борьбе против Альянса. Это указывает на то, что у ромуланцев и в этой реальности есть независимая империя. Это также означает, что, в отличие от многих других рас, ромуланцам удалось противостоять Земной империи. Учитывая свойства Зеркальной вселенной, можно предположить, что «Зеркальные» Ромуланцы похожи на «Нормальных» Вулканцев (Эти расы были изначально задуманы как «Зеркала» друг друга).
Баджорцы Зеркальной вселенной были порабощены Земной империей, но позже восстали и присоединились к Альянсу и стали хозяевами землян-рабов в Баджорской области Альянса. Среди них выдающейся личностью является интендант Кира, зеркальная версия Киры Нерис. Интендант Кира безжалостная садистка и гедонистка. Она была открыто бисексуальна и сексуально агрессивна, — эти характеристики более ярко выражены среди женщин Зеркальной вселенной, чем среди женщин «нормальной» вселенной. Она поддерживала свою власть в секторе со станции «Терок Нор», зеркальной копии «Глубокого космоса 9».
Когда офицеры «Глубокого космоса 9» Джулиан Башир и Кира Нерис случайно попали в Зеркальную вселенную, они начали восстание среди рабов-землян под предводительством зеркального Сиско и зеркального О’Брайена. Земное восстание продолжается ещё как минимум пять лет, но конца его не видно. Хотя, в конце концов, в плен к повстанцам попал сам регент Ворф.
Клингонская империя «нормальной» вселенной на самом деле не имела императора на протяжении 300 лет, и возглавлялась канцлером и Верховным советом. Но в Зеркальной вселенной Клингоно-Кардасианской Империей правят императоры. Зеркальной императорской семьей является Дом Дурас. На самом деле троном правит жестокий и безжалостный регент Ворф — Зеркальный двойник «нормального» Ворфа.
Другие персонажи Зеркальной вселенной:
- Элим Гарак — бывший помощник-заместитель интендента Киры.
- Одо — жестокий прораб, надзирающий над землянами-рабами на станции «Терок Нор». Убит «нормальным» Баширом.
- Бенджамин Сиско — бывший пират, организовавший Земное восстание, но позже погиб.
- Тувок — всё ещё находится в Альфа-квадранте и является членом сопротивления.
- Кварк и Ром — симпатизанты повстанцев, убитые интендантом Кирой.
- Ног и Брант — также убиты интендантом Кирой (по-видимому, гибель одного зеркального ференги стало негласным правилом для каждой серии о Зеркальной вселенной).
- Джулиан Башир — некультурный, небритый и агрессивный член сопротивления, хотя всё же довольно верный. Неизвестно, был ли он когда-либо генетически улучшен.
- Джадзия Дакс — любовница зеркального Сиско, предположительно погибла приблизительно в то же время, что и её двойник.
- Эзри (без симбионта Дакса) — двойной агент интенданта Киры, бисексуальна.
- Лита — член сопротивления.
- Джейк Сиско — не существует в этой реальности.
- Майлз О'Брайен — немного страдает депрессией, за что зеркальный Сиско прозвал его «Смайли» («Весельчак»). Это прозвище осталось, чтобы отличать его от «нормального» О’Брайена. Весельчак не женат и не имеет детей, но, в конце концов, стал одним из лидеров сопротивления.
- Барайл Антос — всё ещё жив, но никогда не был ведеком (духовным лидером). Зеркальный Барайл является мелким вором и жуликом.
- Вик Фонтэйн — в отличие от «нормального» Вика, зеркальный Вик является человеком, а не голограммой. Убит Баширом сразу после появления.

В конце концов сопротивление захватывает «Терок Нор» и устраивает там свою штаб-квартиру. Также, выкрав из «нормальной» вселенной полный проект «Дефайанта», повстанцы построили свою версию этого корабля.

## «Elite Force»
В игре «Star Trek: Voyager Elite Force», звездолёт «Вояджер» попадает в аномалию-ловушку в которую уже попали корабли разнообразных рас. Одним из этих кораблей является корабль времён «Оригинального сериала», но с эмблемами Земной империи. Внутри, Команда опасности обнаруживает людей-граждан Империи. Игра не раскрывает каким образом этот корабль попал в «нормальную» вселенную. По состоянию и устаревшему дизайну корабля можно судить что это случилось задолго до событий игры, возможно даже прошло более века, и теперешний экипаж есть потомки изначального экипажа. Следует заметить что имперцы не используют фазеров, возможно за неимением дополнительных батарей. Вместо них, используется местное, более грубое, оружие используеющее энергокристаллы-аккумуляторы.

## Пародии и схожие истории

### Южный Парк
В серии «Spookyfish» мультсериала «Южный парк», ребята встречаются со «злой» версией Эрика Картмана, который, несмотря на то что он ребёнок, уже имеет козлиную бородку. Но так как «нормальный» Картман уже является подлецом и злодеем, то его зеркальный аналог, наоборот, является милым и дружелюбным персонажем. Позже, из пространственной дыры также появляются зеркальные версии Стэна Марша и Кайла Брофловски, которые, по-сути, являются «Картманами» зеркальной вселенной и также имеют козлиные бородки. По словам зеркального Картмана, «злой» аналог Шефа является белым продавцом страховки. Также, все животные той вселенной являются разумными и убийственными. Например, золотая рыбка подаренная Стэну каждую ночь жестоко убивает людей, одним из которых был Кенни Маккормик.

### Star Wreck
В Star Wrеck (букв. «Звездная развалина») показан пародийный вариант Зеркальной вселенной. В частности в этой реальности флотилия Звездного флота, ведомая самим Императором, проникает в реальность «Вавилона-5», и уже там дошло до сражения с военно-космическими силами Межзвездного Альянса, представленных космофлотом Земного Альянса и флотом Ренджером.